# 기세노사토 유타카

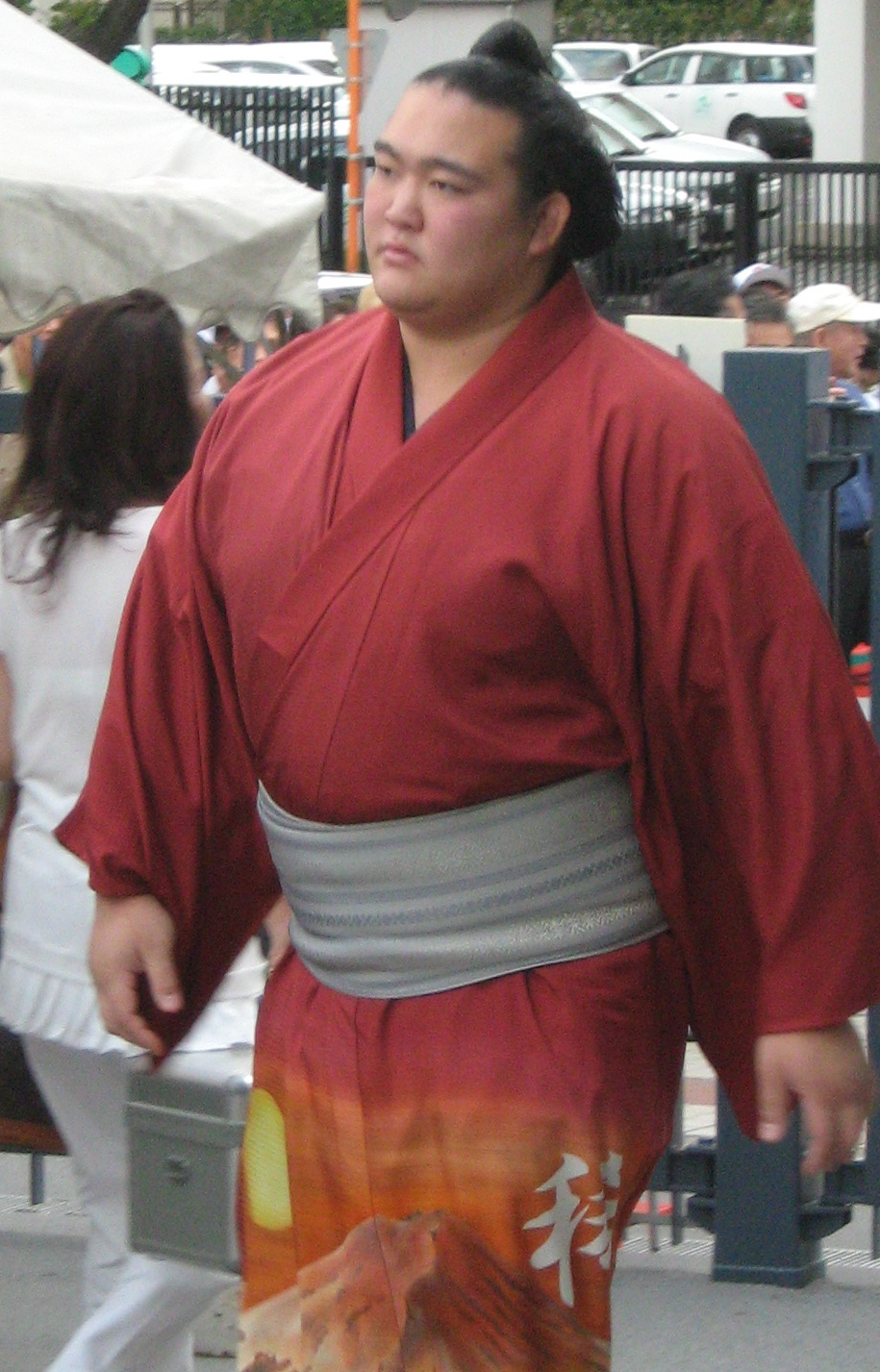
기세노사토 유타카

기세노사토 유타카(일본어: 稀勢の里寛, 1986년 7월 3일 ~ )는 일본의 스모 선수로, 본명은 하기와라 유타카(일본어: 萩原寛)이다. 제72대 요코즈나이다.

## 같이 보기
- 요코즈나 목록